# Лучший способ защиты
«Лучший способ защиты» (англ. Best Defense; также «Лучшая защита») — американский кинофильм 1984 года, режиссёра Уилларда Хайка.

## Сюжет
Уайли — беззаботный инженер, проектирующий военную технику. Лэндри — военный, лейтенант-танкист. Они не знали друг друга до тех пор, пока в руках Уайли не оказывается диск с секретной информацией, за которым ведётся серьёзная охота.

## В ролях
| Актёр           | Роль                         |
| --------------- | ---------------------------- |
| Эдди Мерфи      | лейтенант Т. Э. Лэндри       |
| Дадли Мур       | Уайли Купер                  |
| Кейт Кэпшоу     | Лора Купер (жена Уайли)      |
| Хелен Шейвер    | Клэр Льюис (начальник Уайли) |
| Джордж Дзундза  | Стив Лопарино                |
| Марк Арнотт     | Харви Бранк                  |
| Питер Майкл Гец | Френк Джойнер                |
| Том Нунен       | Френк Хольтцман              |